# Neosomatidia bipustulata
Neosomatidia bipustulata – gatunek chrząszcza z rodziny kózkowatych i podrodziny zgrzypikowych. Jedyny przedstawiciel rodzaju Neosomatidia.

## Zasięg występowania
Gatunek ten występuje na Nowej Kaledonii.